# I WILL (安室奈美恵の曲)
「I WILL」（アイ・ウィル）は、日本の元女性歌手、安室奈美恵の単独名義では21枚目のシングル。

## 解説
- 前作『Say the word』から約半年ぶりとなるシングル。
- 前作に引き続き作詞は安室本人で、ファンへ向けたメッセージとなっている。
- 作曲・編曲は、同じ事務所のユニットD-LOOPの元メンバー・葉山拓亮が手掛けている。なお、D-LOOPの1stシングルから3rdシングルまでのタイアップは全て、安室がイメージキャラクターを務めていた経験がある。
- 前作同様、オリジナルアルバムには未収録であり、現在この曲が収録されているアルバムはベストアルバム『LOVE ENHANCED ♥ single collection』、『Finally』、バラード・ベストアルバム『Ballada』のみである（ただし、3枚ともシングルとは別アレンジで、『Finally』収録バージョンは歌いなおされている）。

## 収録曲
作詞：安室奈美恵 / 作曲・編曲：葉山拓亮
1. I WILL
2. I WILL in L.A.
3. I WILL with piano
4. I WILL not sing

## 収録アルバム
- ベスト『LOVE ENHANCED ♥ single collection』(new vocal)
  - 楽曲をリアレンジ、再録して収録。
- ベスト『Ballada』
  - 『LOVE ENHANCED ♥ single collection』収録 (new vocal) の音源をベースに、最後の「I WILL」部分を短くカットして収録。
- ベスト『Finally』（Disc-2）
  - 楽曲を再録・ニューレコーディングで収録。

## カバー
- 蘭寿とむ - アルバム「Le Ange（ル アンジュ）」（2015年10月21日）収録[1]